# 仁王 (ゲーム)
『仁王』（におう、Nioh）は、コーエーテクモゲームスから発売されたアクションロールプレイングゲーム、およびシリーズ作品名。2017年2月9日に第一作（PlayStation 4版）が発売された。シリーズの累計出荷本数は2025年時点で800万本を超える。

## 概要
戦国時代の日本にたどり着いた金髪碧眼の侍「ウィリアム」（三浦按針）を主人公とするアクションRPG。歴史設定はそれほど厳密なものではなく、日本古来の妖怪などファンタジー要素が色濃い。
「戦国死にゲー」と称される通り難易度は高く、何度も死んでゲームオーバーを繰り返すことでプレイヤーが上達していく『デモンズソウル』を始めとする所謂「死にゲー」の要素が盛り込まれており、ディレクターの早矢仕洋介は『DARK SOULS』シリーズや『Bloodborne』を参考にしつつも世界観等も含め勝負してみたかったと述べている。また、ハックアンドスラッシュの要素も含まれている。
2017年2月24日には、本作のパッケージ出荷本数とDL版販売本数の合計が全世界累計で100万本を突破したとコーエーテクモゲームスが発表した。2017年12月7日にすべてのDLCを収録した『仁王 Complete Edition』が発売された。全世界累計出荷本数は2020年に300万本を突破している。
2020年3月12日に、織豊時代を舞台にした『仁王2』が発売された。コーエーテクモホールディングスの統合報告書2024によれば、シリーズの全世界累計出荷本数は750万本を突破したとのこと。

### 開発経緯
2004年10月28日にコーエー、シブサワコウプロダクション、黒澤プロダクションの3社による協同プロジェクト『鬼（仮称）』として制作発表が行われ、映画監督黒澤明の遺稿を元にした2006年公開予定の映画を核としたメディアミックス作品の一つとして、次世代プレイステーション（後のPlayStation 3）用ソフトとしてゲームが開発中であることを発表。その後2005年5月18日にハードメーカーよりPS3が正式発表されたのを受け、コーエーのPS3参入ソフト第1弾として正式タイトル『仁王』が発表された。この時点ではゲームも映画の公開に合わせて2006年に発売予定とされていた。内容についてはジャンルは「歴史アクションエンターテインメント」であり、「ロールプレイングの要素が強いアクションゲーム。仲間と協力しながら、鬼のように強い主人公が武将として活躍します」とコメントしている。
しかしそれ以降、本作に関する発表は途絶え、映画も公開されることはなかった。東京ゲームショウ2015でのシブサワのコメントによれば、RPGとして制作を行い試行錯誤を重ねたものの、「シブサワが考える面白さに届かなかった」ため仕切り直すことになったのだという。なお、『鬼（仮称）』発表の時点で「金髪碧眼の侍」は黒澤明の遺稿に描かれていたとされていたが、『仁王』発売日に『週刊ファミ通』で掲載のコーエーテクモゲームススタッフインタビューにおいてシブサワは、「最初に『仁王』のプロットを作ったのは、『決戦』シリーズのシナリオを書いていたスタッフなのですが、彼が書いた“金髪碧眼の侍が戦国時代に活躍する”というコンセプトも、ブレることはありませんでした」と述べており、黒澤明については全く触れられていない。
2010年4月のコーエーとテクモの経営統合によるコーエーテクモゲームスの設立を経て、同年9月開催の東京ゲームショウ2010で旧テクモの開発チームであったTeam NINJAによる開発で本作を仕切り直すことを発表。この時点でシブサワは「バリバリのアクションゲーム」「金髪の西洋人の侍が合戦で大活躍する内容」とコメントしている。しかし、東京ゲームショウ2015時点のコメントによれば、TEAM Ninjaの代表作である『NINJA GAIDEN』に似すぎたため再び作り直すことになり、情報が途絶えることになる。
2015年9月の東京ゲームショウ2015ではPS4へのプラットフォーム変更が発表。この時点でのジャンルは「ダーク戦国アクションRPG」と変わっていたが、初の実機プレイ映像が公開された。2016年4月26日~5月5日にはPlayStation Networkを通じて「α体験版」の配信を行う。全世界で85万を超えるダウンロードがあり、プレイヤーアンケートの結果が開発方針へフィードバックされることになった。同年8月23日から9月6日にかけて、「β体験版」の配信を行った。
2016年9月13日には、本作を2017年2月9日に世界同時発売すると発表した。
2017年1月20日からは、同月21日と22日の2日間（48時間）のみプレイが可能な「最終体験版」が配信された。
発売前日となる2017年2月8日に配信されたインターネット番組“PlayStation祭『仁王』特別番組 第4回”では、ソニー・インタラクティブエンタテインメントジャパンアジアの盛田厚プレジデントから、タイトル発表から12年を経た『仁王』発売を祝して、ゼネラルプロデューサーのシブサワに卒業証書が授与された。

## ストーリー
時は大航海時代の16世紀末、ヨーロッパではイングランドとスペインが覇権を争っていた。劣勢のイングランドでは女王や側近達までも錬金術師や魔術師の異能の力を頼り、彼らは賢者の石とも言われる強大な力を秘めた霊石「アムリタ」を戦争に用いるべく私掠船を使って世界各地に眠るアムリタを収集させ、ついにスペインの無敵艦隊を撃破するに至ったが、その力は一部の人間を除いて秘匿された。
主人公のウィリアムは霊的な存在を知覚でき、幼少の頃から行動を共にする自らの守護霊「シアーシャ」のアムリタを探知できる能力を借りて、海賊としてアムリタ収集で財を成す。しかし、ある日アムリタを用いようとした軍事機密に触れてしまい、ロンドン塔へ投獄されてしまう。
1597年、地下牢に収監されていたウィリアムは危機が迫っている事をシアーシャから聞き、脱獄を決意。脱出直前まで至るが、シアーシャの能力を狙う錬金術師エドワード・ケリーの襲撃に遭い、脱出には成功するがシアーシャを奪われる。ウィリアムはシアーシャを取り戻すべくオランダの商船リーフデ号に乗り、シアーシャの力が微かに残るコンパスが指し示す光を頼りに、数年の厳しい航海を経て日本へたどり着く。そこは事前に風聞や書物で得た知識からは想像もつかない長く続く戦乱と、日本の豊富なアムリタを狙うケリーの暗躍によって、死と怪異が満ちている地であった。
ウィリアムは、英語を流暢に話す伊賀忍者の頭領・服部半蔵と、彼の守護霊である猫又、服部の部下のくノ一・お勝らの力を借りて、諸国で怪異を退治しながらエドワード・ケリーを追うのであった。

## キャラクター
ウィリアム（三浦按針）
声 - ベン・ピール
主人公。アイルランド出身の元海賊で、彼がロンドン塔より脱獄する所からこの物語は始まる。幼き頃、街をイングランドにより滅ぼされ、彼自身も一度命を失うが、 守護霊「シアーシャ」の力により蘇り、その後は死しても彼女を信じる限り何度でも甦る存在となった。
ゲーム冒頭で、ロンドン塔にてシアーシャをケリーに奪われたため、ケリーを追って日本に向かうことになった。そこで出会った伊賀忍者・服部半蔵から、諸国の怪異を倒すことと引き換えに、ケリー捜索の手助けをしてもらうことになる。関ヶ原を戦い抜きケリーを倒した後、イングランドへ帰国。黒幕であるディーを倒すも、再び日本に近づく戦乱の気配と半蔵の危機を感じ取り、日本へ帰還する。
シアーシャ
声 - ジェシカ・レガン
ゲール語で「自由」を意味する名を持つウィリアムの守護霊。人魚に似た姿をしており、人の胴体に魚の尾と鳥の翼を備え、危機とアムリタを察知する能力を持つ。ウィリアムとは幼少から行動を共にし、相棒であり、家族であり、それ以上ともいえる存在。ロンドン塔脱獄時にケリーによりオーブに封じられて連れ去られ、日本に眠るアムリタを探すために利用される。安土城での戦いでケリーと決着をつけ、ケリーが死亡したことによりオーブは砕け、再びウィリアムの元に帰った。
猫又
声 - 麦人
代々の服部半蔵に憑りつく守護霊。今は三代目半蔵の持つ猫時計に憑りついている。ウィリアムに憑りつく先を変え、英語しか話せない彼のために異国の人間と言葉を通じるようにするなどサポートする。比叡山に封印されていた荒魂を自らに抑え込み白虎と化しウィリアムに倒される。関ヶ原の戦いが終わり平和になったことで和魂として復活し、ディーを倒し日本へ戻ってきたウィリアムに再び憑りつく。
服部半蔵
声 - 森川智之
徳川家康に仕える三代目半蔵、英語が得意。家康が最も信頼する部下の一人で、時計代わりに懐に猫を忍ばせる。その猫には守護霊「猫又」が憑りついているが霊感がないため気づいていない。西国大名の調略を行っている最中にウィリアムと出会い、その後行動を共にする中で絆を深め、関ヶ原の決戦後は家康にウィリアムが死んだと嘘の報告をした。なお、彼の故郷である伊賀は織田信長による侵略により一度焼かれており、その際多くの同胞を失っている。
お勝
声 - 武井咲
服部半蔵の部下。その正体は家康の実の娘で、織田家との同盟関係を維持するために母親と兄（信康）に自害を命じた家康を恨んでいる。守護霊は巴紋の耳飾りと風袋を身に着け、深き情と神出鬼没の素早さを持つ「玉兎」。政略結婚の道具にされそうになったことをきっかけに徳川の家を捨てニ代目半蔵の下で忍びとなった。なお、家康の側室であったお勝とは異なる。
徳川家康
声 - 市村正親
徳川家当主。豊臣秀吉の没後の日本における最大の実力者。守護霊は釜の胴体を持ち、除災と繁栄をもたらす「成釜狸」。長きに渡る戦乱により荒廃した日本に戦の無い世界・天下泰平の世を作ることを目指している。そのためには自分、家族、信頼する部下までも犠牲にすることを厭わないと考えており、この世の全ての業を背負う覚悟を決めている。そのため霊視で見た彼の肩には成釜狸と共に夥しい怨念がまとわりついており、謁見したウィリアムはその信念と共に衝撃を受けた。意外にも霊視能力があり、ウィリアム死亡の報告を半蔵から受けた際にはそれが嘘であることを猫又の反応から見抜いており、半蔵の演技下手を大笑していた。
本多忠勝
声 - 玄田哲章
徳川四天王の一人で、「東国無双」とまで言われた程の豪傑。守護霊は芽吹く樹木を角に持ち、自然の生命力を治癒力として授ける神使「神鹿」。家康が留守にしている間、江戸城の守りを任されていたが、ケリーの術によって操られてしまい、ウィリアムと同士討ちを演じてしまう。正気が戻った後は、家康に従い関ヶ原に従軍した。
井伊直政
声 - 福山潤
徳川四天王の一人で、最精鋭部隊「赤備え」を率いて自ら先陣をきって戦う姿から「井伊の赤鬼」と恐れられる猛将。戦場では受けた生傷が絶えない武将であるが、普段は物腰の柔らかな美男子で、家康には知略にも優れているとも評価されている。守護霊は井伊直虎から受け継いだ燃え盛る火を纏い、炎の如き闘志と信念に従う虎「焔虎」。関ヶ原では自ら騎馬突撃を敢行し戦端を開いた。
鳥居元忠
声 - 秋元羊介
徳川家家臣。家康が幼かった頃からの家臣であり、一見気難しいだけの老武者に見えるが、主君の為なら、自らの命を惜しまない三河武士の鑑である。守護霊は普段はスズメだが、身命を惜しまぬ忠義の心に呼応して覚醒する大いなる霊鳥「朱雀」。関ケ原の合戦に先立ち、伏見城に陣取り西軍主力の足止めを行った。最期は燃え盛る城からウィリアムを逃がし、多数の西軍兵士とあやかしを道連れに伏見城と運命を共にした。
天海/明智光秀
声 - 菅生隆之
陰陽師であり、福の師匠。その正体は、かつて織田信長に謀反を起こし討ち果たした織田家重臣・明智光秀。守護霊は優れた陰陽師に従い、水を司って乱を生む火を消し止めるという「玄武」。本能寺の変はアムリタの力を使い世界を支配しようとした信長を止め、世界の調和を守るためのものであった。秀吉に敗れた後は落ち武者狩りに遭い死亡したと言われていたが、天海という名で生き延びていた。全ての業を背負い天下泰平を目指す家康の考えに共鳴し、陰ながら彼を支えている。
福
声 - 清水理沙
天海の弟子の女性陰陽師で、式神を操る力を持つ。夫は小早川秀秋の家臣であり、それを通して西軍を寝返るよう説得していた。関ヶ原の戦いの後は夫と離婚し、乳母として将軍家に仕える。朝廷から春日局の称号を賜り、大奥を取り仕切る立場として江戸幕府を支えることになる。陰陽術を鍛えることで、彼女との修行を通じて高位の術を習得可能になる。
立花宗茂
声 - 花輪英司
立花家当主で、「西国無双」の名で知られる名将。義を重んじる性格で、秀吉死後も豊臣家への忠誠を誓っている。守護霊は雲を纏い、首に太鼓を付けている雄の「雷犬」。妻・誾千代との関係はうまくいっていないと噂されている。実際には未だ深く愛し合っているが、病にかかり子供の産めない体となった誾千代を想うあまりお互い遠慮がちとなり、世継ぎのために側室を持たねばならないことから周囲からは不仲と思われていた。霊石の眠る太宰府天満宮の不穏を聞きつけ単身調査に向かい、ケリーに不覚を取るがウィリアムと誾千代に助けられる。帰還後に半蔵から協力を求められるが、豊臣への忠義からこれを拒否。代わりに自らの武の師である丸目長恵をウィリアムに紹介し、彼の道を助ける。
立花誾千代
声 - 伊藤静
宗茂の正室。勝気な性格で亡き父親から譲り受けた名刀「雷切」片手に自ら戦場に赴くこともある。守護霊は立花道雪が雷を切り、調伏して立花家の守護霊としたとされる雌の「雷犬」。宗茂とは不仲が噂されているが、夫婦の絆は強く、側室に対しても配慮を見せるなど優しさも垣間見える。宗茂不在の間は代理として城を預かっており、太宰府に赴いて消息を絶った夫の捜索依頼をウィリアムに託す。途中からは自ら武装して大宰府へ赴き、ウィリアムと共に戦い抜いた。
黒田官兵衛
声 - 多田野曜平
かつて秀吉の右腕と言われた名軍師であるが、その実力を恐れられ上方（大阪）からは遠ざけられている。守護霊は大志を持つ者に従い、共に力を蓄えるとされる「蛟」。自らの欲望を制御できなかった信長と秀吉の晩年を鑑み、自らが天下の為に動くべきではという考えもあったが、自分が既に高齢でもあることを踏まえ、今後の天下については長政に任せようと考えている。キリシタンでもあるため外国語の知識があり、ウィリアムという名は日本では通じにくいということから、「按針」の名を授けた。
黒田長政
声 - 土田大
黒田官兵衛の息子で現・黒田家当主。父・孝高とは対照的に明朗だが、ややそそっかしい性格。守護霊は慈悲深く、陰の気を吸って災いから守るとされる「伏牛」。戦乱に苦しむ民の為、家康と共に泰平の世を作ることを誓っており、自ら西軍大名の調略に参加する。逢魔が時を迎えた関ケ原で両軍兵士に退避を呼び掛けたり、処刑前の三成に自らの羽織を与えるなど、器量の大きさと優しさが窺える名将であり、官兵衛も口には出さないものの彼を信頼している。
石田三成
声 - 櫻井孝宏
亡き秀吉の側近で、西軍の実質的な指導者。義に厚い性格で、天下を自らのものとしようとしている家康に対して強い敵対心を抱いている。ただ、その正義感が災いし不器用かつ融通が利かないと諸大名には思われており、友人である大谷等からは「どうやったらあんなに嫌われることができるのか」と半ば呆れられている。守護霊は誇り高く容易に協力しないが、一度認めれば決して裏切らない、下半身が綱の白狐「飯綱」。ケリーと手を結び関ヶ原を戦うも敗走し、伊吹山でケリーの時間稼ぎのために鬼にされてしまう。ウィリアムに敗れた後、天海が飲ませた伊吹山の霊水により人間の姿に戻り降伏。六条河原にて処刑された。
島左近
声 - 藤原啓治
石田家家臣で、「三成には過ぎたるもの」と言われた程の武将。守護霊はごく一部の優れた人格と才覚を持つ者にのみ従う威風堂々たる聖獣「唐獅子」。無欲に生き、義に殉じようとしている三成に忠義を誓っており、三成こそ自分には過ぎたる主君と思っている。関ケ原で討死したとされるがウィリアムに敗れた後は戦場から逃れている。石田三成の処刑を観衆に混じり見届けた。なお、彼には娘がいる様ではあるが詳細は不明。大坂夏の陣では「謎のサムライ」として手勢を率いて平野川で徳川秀忠の軍勢を強襲。戦慣れしていない秀忠を歴戦の戦術で翻弄するが、救援に来たウィリアムに敗北し軍を引く。またこの戦いでは亡き石田三成の守護霊飯綱も従えての戦闘となる。
大谷吉継
声 - 堀内賢雄
西軍に属する戦国大名で、三成の親友。信州真田家に義理の息子を持つ。守護霊は命懸けの大事に力を与えるという、少女の姿に蝶の羽と触覚を備えた「蛇目蝶」。重い病に侵されており、自らの命と引き換えに禁術を使ってでも三成を救わんと覚悟を決めている。関ケ原では東軍に寝返った小早川軍の強襲を受けるが、自ら鬼へと変貌し小早川勢を圧倒。屍の山を築き上げるが、ウィリアムとの一騎打ちに挑み討ち取られた。死後、蛇目蝶はいずこかへと飛び去り、後にある人物に憑りつく。
雑賀孫一
声 - 加瀬康之
最新兵器で武装した傭兵集団、雑賀衆の棟梁。守護霊は聖なる導き手であり、天・地・人すべてを見逃さすに見通すとされる「八咫烏」。西軍の一員として伏見城攻めに加わっており、元忠の救援に訪れたウィリアムの前に立ちはだかる。敗北後は伏見城から雑賀衆を率いて撤退した。銃の腕前もさることながら、逆手に持った刀の剣術も優れている優秀な戦士。また八咫烏の力を借りることにより驚異的な跳躍や短時間の飛行すら行える。
小早川秀秋
声 - 宮田幸季
毛利家の分家、小早川家当主。聡明であった義父・隆景とは正反対に愚鈍さが見られる大名であり、天下の趨勢などはどうでも良いと考えている。守護霊は二面性のある者を好み、片方に偏る際にそれを助けるという「綾蝙蝠」。関ヶ原の戦いで東軍に寝返った後は、家康に媚びる態度を示し、井伊直政と共に三成の居城であった佐和山城を攻める。豊臣の縁者ということで若くして高位に上り、尊大で不遜な人物ではあるが、自らが権力者となるのも他の権力者に従うのも虚しく感じる厭世的な面もある。だがその無常な世を否定してかき回したいという思いも日増しに強まっていた。
吉川広家
声 - 中原茂
毛利家の分家である、吉川家の当主。守護霊は難題に立ち向かう意思に力を与えるという、煙管と燃える尻尾を持つ「火鼠」。西国最大の実力を持つ毛利家を支えるべく日々奮闘しているが、自分が先代の実力に至らないことを自覚しており、徳川・石田の間で毛利家がどうすれば生き残ることができるか苦悩している。
織田信長
声 - 襟川陽一
覇王にして第六天魔王と恐れられた戦国大名。守護霊は気まぐれだが未来さえ見通すといわれ、守護霊とした者は波乱万丈の人生を送るとされる「天眼孔雀」。アムリタの力を用いて日本のみならず世界を支配しようとしたが、世の調和を守らんとする明智光秀の謀反によって本能寺で倒れた。遺体はヤスケによって密かに持ち出され、秘匿される。後に天下の争乱を企てるケリーの手で甦るが、荒魂になることを拒否。ウィリアムを圧倒するほどの力を誇るが、この世の理に背くことに何の意味があるものかと言い残し、彼との暫しの剣闘に満足して天眼孔雀を託し消えていった。
ヤスケ
声 - リッチー・キャンベル
かつて信長の部下だった黒人戦士。守護霊は猛々しい大地の体現する「アトラスベア」。奴隷だった自分を侍にしてくれた信長に恩義を感じており、長い間彼の亡骸を守ってきた。しかし覇王復活を目論むケリーに唆され、その手助けを行う。黒地の甲冑を身にまとい、自身の肌の色もあいまって「漆黒のサムライ」とも呼ばれる。
松永久秀
声 - 千葉繁
故人。生前は謀略家であると同時に茶人としても高名で、珍しい茶器を集めては茶人として自ら客をもてなしたという。今もどこかで客人を待っていると言われる。守護霊は人の運命を操ることを好み、数奇な運命へと導く、腹部が茶釜となった蜘蛛「糸繰」。信貴山城で共に自爆した平蜘蛛の欠片を知らずに集め、復元したウィリアムに興味を抱き、彼を自身の住まう幽世の茶室へと誘う。
エドワード・ケリー
声 - 木下浩之/ニコラス・ボウルトン
ウィリアムから守護霊を奪った錬金術師。守護霊は憑依者の姿や形を自在に変え、大規模な錬金術の触媒としても使える紅き蛇「ウロボロス」。表向きは大英帝国の為にアムリタの収集をしているようだが、別に個人的な思惑で行動をしている模様。来日してからは三成の下で非道な実験を続けている。泰平の世をもたらそうとする家康を敵視しており、直接江戸城を襲うなどの大胆さも持つ。日本に戦乱を起こさせ、それを利用して大量のアムリタを得ることを目論む。関ケ原の戦いの後は消え去った安土城を琵琶湖の湖上に再生し、先の覇王・織田信長を蘇生させて更なる混乱を帰途するが、信長は予想外の行動をとって目論見は外れ、安土城最上階でウィリアムとの闘いに敗北。深手を負うと今まで集めたアムリタとウロボロスを用いて大妖怪ヤマタノオロチへと変化し、ウィリアムへ再戦を挑むも敗北。瀕死の重傷を負い、最後は流れ着いた琵琶湖の湖畔でウィリアムに討たれる。ケリーの正体はディーの錬金術で作成されたホムンクルスでありロンドン塔で複数人作られている。
ジョン・ディー
声 - ティモシー・ワトソン
女王の目として暗躍する錬金術師。イングランドのために日本でとれるアムリタを欲しケリーを派遣した。エリザベス女王が亡くなるころには宰相を務める。世界を見通すアムリタの眼球を持ち、両目以外にも額に4つの眼を持つ。ケリーの黒幕としての存在を知ったウィリアムはイギリスへ帰国。エリザベス女王の葬儀にウロボロスの変装能力で侵入し、彼と相対する。大英帝国と自分たちの未来のためにウィリアムを懐柔しようとするが失敗。無駄だと知ると、彼の部屋に集められた膨大な量のアムリタを吸収して妖怪百目に変化し、ウィリアムを排除を目論むが敗北。ウィリアムに目を切られ予知の力を失い失脚する。ウィリアムは彼の持つアムリタの水晶玉から日本での更なる戦乱を予知し、再び日本への旅に出る。
デリック
声 - ジェイムズ・クライド
ロンドン塔に勤務する死刑執行人。処刑人数は3000を超えると噂されている。ウィリアムと対決するが、ケリーにアムリタ石を撃ち込まれ鬼と化し倒される。ウィリアム帰還後も生きたまま塔内を彷徨っており、再度止めを刺されて死亡する。
千子村正
声 - 多田野曜平
とめの曽祖父。鍛冶師として名高いが現在は出奔中。ある程度ストーリーが進むと帰るという手紙が届くが帰ってこず、ウィリアムが問題の温泉宿へ迎えに行くことでようやく帰還する。彼が帰還することで鍛冶場の機能拡張が行える。村正一派は鍛冶技術にアムリタを取り入れる技術を発明し、その冶金術を持って多くの名刀・妖刀を作り出したという。家康が忌避した刀匠とされるが、これはアムリタを危険視する家康がアムリタ技術を嫌ったためといわれる。
千子とめ
声 - 木下紗華
鍛冶場を経営する少女。片目を失明しているが、鍛冶師として精進を続けている。一般的に鍛冶場は女人禁制とされるが、村正一派は特殊な集団であり、掟も独自のものを用いたため特に影響はない。鍛冶技術の向上に余念がなく、ウィリアムに炉の素材収集を依頼することもある。
足利義輝
声 - 星野貴紀
修行場の師範の一人。故人。室町幕府第13代将軍。かつては剣豪将軍と呼ばれたが、松永久秀等の謀略で死亡した。二刀流の使い手で、生前その技術を伝えることができなかったことが心残りであり、二刀流を使い込むことでウィリアムの前に現れ、二刀の奥義を教授する。非業の死を遂げた人物であるが、自分の死と幕府の滅亡は運命だととらえており、割り切っている。黄泉でも未だに剣を振るっており、長引く戦乱によって増える魍魎を相手に戦っているが、時折人間とも手合わせしたいとも思っている。
司箭院興仙
声 - 岩崎ひろし
修行場の師範の一人。口元以外の顔を能面で隠した安芸国の修験僧。死線を幾度も超えるほどの修行を積み、源義経を遠祖とする司箭流兵法を開く。修行の中で「天狗の法」と呼ばれる術を身に着け100歳を超えてなお若々しい肉体を保つなど謎の多い人物。数多の武具を扱う武芸者でもあるが、特に鎖鎌は卓越した技量を持ち、ウィリアムに鎖鎌の奥義を伝授してくれる。
坂田金時
声 - かぬか光明
修行場の師範の一人。故人。童話「金太郎」のモデルにもなっている平安時代の武将で、源頼光と共に鬼を討った伝説の人物。常世で鬼退治をしているらしく、酒呑童子と戦うウィリアムに加勢する形で知り合う。卓越した斧の技量を持っており、斧の奥義を伝授してもらえる。
新免武蔵
声 - 木島隆一
関ヶ原であやかし相手に一人奮闘する青年。未熟ながら、その実力は足利義輝も認めるほどで、彼を助けるよう義輝より頼まれる。
仙石秀久
声 - 間宮康弘
徳川家の武将で大泥棒・石川五右衛門を捕縛したことのある人物。あるミッションで共闘してくれる。
丸目長恵
声 - 斎藤志郎
修行場の師範の一人。九州を中心とした多くの武芸者が修めるタイ捨流の開祖。立花宗茂に紹介されるという形で、修行場で修行ミッションを受けることができるようになる。装備やアイテムなどは固定で、高い難易度をこなすほどより強力なスキルや武技を習得できるようになる。
柳生石舟斎
声 - 金尾哲夫
修行場の師範の一人。柳生新陰流開祖。丸目長恵の修行をすべて収め、刀の熟練度を高めることで評判を聞きつけ訪ねてくる。彼に打ち勝つことで刀の奥義を伝授してもらえる。
宝蔵院胤栄
声 - 佐々木睦
修行場の師範の一人。宝蔵院流槍術開祖。丸目長恵の修行をすべて収め、槍の熟練度を高めることで評判を聞きつけ訪ねてくる。彼に打ち勝つことで槍の奥義を伝授してもらえる。また柳生石舟斎と彼に打ち勝つと、二人掛りでも勝てなかった武術の師「上泉信綱」を彷彿とさせるとウィリアムを褒め、二人同時に戦うミッションが発生する。
玉
声 - 中司ゆう花

## DLCのキャラクター
伊達政宗
声 - 高橋広樹
青葉城に本拠を置く戦国大名。家康に表向きは恭順しているが、裏では片倉小十郎や成実が病や妖怪化により自身から離れ天下を取ることに焦っている。遠野から産出する豊富なアムリタを用いて「なまはげ」や「雪入道」といった妖怪兵士を率いており。マリアに唆されて霊石の力で挙兵しようとするも、ウィリアムと半蔵によって治療された成実に説得され兵を引く。守護霊は野心と活力溢れる者を見守り、後世まで残る偉業を為すといわれる「青龍」と、小十郎から受け継いだ伊達家の知恵者に継がれる、一分の隙も無い謀略の知恵を授ける「ぬらりひょん」。
片倉重長
声 - KENN
伊達政宗配下の戦国武将であり、次の代の小十郎。青葉城ステージの中ボスとして立ちふさがるが、名乗りが長い。名乗りの最中に攻撃することもできるが、最後まで聞いてあげるとトロフィー・実績を解除できる。
伊達成実
声 - 中田譲治
伊達政宗配下の戦国武将。過去の霊石使用により妖怪化しかかっており、右腕から背中にかけて巨大な百足と化し、黒脛巾組を率いて遠野の廃村に籠っている。半蔵の持ってきた霊水により人間に戻り、政宗を説得する。守護霊は毘沙門天の使いと言われ、一糸乱れず前進する姿は軍の理想とみなす「毘沙百足」。
マリア
声 - ヨランダ・ケトル
エスパーニャ（スペイン）から派遣された王宮密使の女性。伊達政宗や真田幸村を利用して江戸幕府の世に戦乱を引き起こしアムリタを得ようとしている。可憐な見た目をした美女であるが、巧みなレイピア捌きとアムリタを用いた術を使い、その戦闘能力は非常に高い。その技量は半蔵をして「エスパーニャの忍び」と言わしめるほど。
真田幸村
声 - 三木眞一郎
真田丸を守る戦国大名。アムリタ石の使用は義に反するものとしてマリアの提案を拒否。大坂冬の陣では堅固な出城「真田丸」で徳川軍を防ぎ続けるが、地下から侵入したウィリアムとの闘いのさなかで和議が締結。夏の陣では茶臼山に陣を敷いて徳川軍と戦い、その中でウィリアムと2度目の戦いの中で大坂城でアムリタが暴走。淀君の暴走を止めるためにウィリアムと共闘する。守護霊はかつて致命傷を負った際に助けられ、以降大谷吉継から受け継いだ「蛇目蝶」と、獣類の長であるとされ、非常に慈悲深いが仲間の危機には強大な力を発揮するという「炎駒」。
猿飛佐助
声 - 諏訪部順一
真田幸村配下の忍者で十勇士の一人。卓越した忍者であり、多彩な忍術や体術を用いるほか。両腕に持つ旋棍には銃の機構が組み込まれており、先の術と合わせることで爆発的な攻撃力も兼ね備える。裏切りの汚名を着せないために幸村の影武者として徳川軍と戦って散った。
真田十勇士
真田幸村配下の精鋭たち。真田丸、大塚城の各地で中ボスとして配置されている。
淀君
声 - 田中敦子
豊臣秀吉の妻であり、豊臣秀頼の母。守護霊は絶大な妖力を持ち混沌の世をもたらす存在とも、平和な世が訪れる存在とも言われる「九尾」淀の方と呼ばれ栄華を極めたが、実の両親や義理の父である柴田勝家など親族を次々と戦で失い、心に大きな傷を負っている。そして今度は豊臣家と秀頼を失いそうになり、是が非でも豊臣家の天下泰平を目指すためにアムリタの力に頼り守護霊の九尾が暴走し非道を行う。夏の陣の頃はまだ良心が残っていたが、徐々に追い詰められ、夏の陣で頼みの綱の幸村がウィリアムに敗れたことにより完全に九尾に飲み込まれ、マリアによって持ち込まれたアムリタが暴走を開始。大坂城を飲み込み屍狂い兵や妖怪が跋扈する修羅場となる。ウィリアムがたどり着く頃には妖怪と化した九尾に乗っ取られ、変わり果てた姿となるもウィリアムにより撃破され、最後は幸村と共に炎上する天守の中へと消えた。
豊臣秀頼
声 - 古川慎
淀君と秀吉の息子。実はアムリタの力で作られたホムンクルス。冬の陣では幸村ら牢人衆が戦いを任されたため、淀君から出陣の機会は得られず。夏の陣ではアムリタの暴走に伴って妖怪兵や屍狂い兵を率いて華々しい初陣を飾る予定でいた。天守に駆け付けたウィリアムとの闘いとなり、人間離れした戦いでウィリアムを翻弄するも最後は打ち破られ、光の粒となって消滅した。
エリザベス1世
イングランドとアイルランドの女王。按針たち海賊を使ってアムリタを手に入れ、世界の覇権を握ろうとする。近江編「女王の目」で彼女の死後の物語がある。
柴田勝家、森蘭丸、森田浄雲、岡国高、陶晴賢、松平近正、竹崎季長、石田正澄、百地丹波
いずれも血刀塚から出現する屍狂いとして登場。

## アクション
- 素手
- 忍術
- 符術

### 武器
- 刀
- 二刀
- 槍
- 斧
- 鎖鎌
- 弓
- 銃
- 大筒
- 大太刀（DLC）
- 旋棍（DLC）

### スキル
刀
- 組み討ち
- 居合い
- 飛天剣
- 逆波

二刀
- 野分
- 乱れ斬り
- 百舌鳥

槍
- 組み討ち
- 空木蹴り
- 千鳥
- 風車

斧
- 凶独楽
- 轟圧
- 雲割り

鎖鎌
- 紅椿
- 滝落とし
- 引き鎖

忍術
- 透っ波抜き
- マキビシ術
- 白刃取り

## 妖怪
- 骸武者  
無念の内に討死もしくは自害した武者が妖怪化したもの。怨霊として戦場を彷徨い生者を襲う。朽ちた屍であるため耐久性はない。
- 敷次郎  
鉱山で発生した毒により妖怪化した人間。つるはしを武器として装備しているが、それを手放すと獣のように四つん這いで接近してくる。
- 鬼火
死者の念を核として属性の力が集まることで生まれる妖怪。近接武器で倒すとしばらくの間、武器が属性の力を帯びる。
- 唐傘お化け
付喪神の一種とされる唐傘型の妖怪。
- 琵琶牧々
琵琶を弾く法師の姿をした妖怪。本体は琵琶であり、僧の姿は平家の怨霊に殺された芳一という僧侶を映し出しているに過ぎない。妖怪を呼び寄せたり、血刀塚から屍狂いを呼び起こす。
- 小海坊主 
小型の海坊主で粘性を帯びた水の塊の妖怪。海で戦死した侍の怨念から生まれた。
- 泥田坊
田や沼で溺死した人間の怨念から生まれた妖怪。雨の多い季節には田から離れ、里や山で人を襲う。
- 防人
霊石の力によって動く石像。古の時代の兵士を模した姿をしていて、古い遺跡等を守護している。
- 蜘蛛
アムリタの力で巨大化・妖怪化した蜘蛛。
- 河童
水辺に棲む亀のような甲羅を背負った小柄な妖怪。臆病な性格で危険を感じるとすぐ逃げる。甲羅の中に宝を隠し持っていると言われている。
- ムジナ
高い知性を手に入れ妖怪化した狸。宝箱の中に潜んでおり、出てきた際の身振りと同じ身振りをすることで満足して帰っていく。
- 妖鬼
アムリタの力により妖怪化した人間。理性は完全に失われている。
- アムリタ妖鬼  
アムリタの楔が突き刺さった妖鬼。普通のものより凶暴になっている。
- 一つ目小僧
アムリタの力を持つ相手に対し長い舌で攻撃しアムリタを奪う。奪ったアムリタの力を使い強大な姿に変身する。
- 一つ目鬼  
目が二つある鬼は人間が変じたものであるが、一つ目の鬼は山の神や地霊の荒魂とされる。
- 大入道
堕落し戒律を破った入道のなれの果てとされる出家僧の姿をした大柄な妖怪。
- ぬりかべ
壁の姿をした妖怪。大抵その後ろには道か部屋が隠されている。身振りによりぬりかべの心を掴めば、またはぬりかべの後ろへ侵入して・背中へ貼っている封印を剥がせば戦闘を避けることが可能。
- 輪入道
車輪に巨大な顔面が張り付いた妖怪。
- 一反木綿
木綿の布を体に巻き付けお歯黒を付けた女の妖怪。作法通りの葬儀で成仏できなかった高貴な家の既婚女性であるとされる。
- 烏天狗
烏のような翼の生えた大型の天狗。
- 怨霊鬼   
無数の怨霊が集まって生まれた巨大な赤鬼。
- 飛緑魔
人を惑わし生き血を啜る若い女性の姿をした妖怪。男に虐げられて強い怨念を抱いて死んだ女性のなれの果てとされる。
- 鵺
顔が猿、胴体と四肢が虎、尾が蛇の、雷を操る巨大な妖怪。
- 大百足
複数の毒を吹き出す人取石に、ムカデの精が取りつき群体として動いている。肉体は複数の石であるため分離、合体を自由にできる。
- 海坊主
海に棲む巨大な妖怪。
- 女郎蜘蛛
巨大な蜘蛛の妖怪。正体は信貴山で亡くなった者の現世への執着が平蜘蛛の茶釜に集まり妖怪化したもの。
- 雪女
声 - 田中理恵
本能寺に住み着く美しいあやかしで、周囲を冷たく凍らせている。その正体は、信長と共に本能寺で倒れた彼の正室・濃姫で、ケリーの手により蘇らされた。守護霊は「薄氷蝶」。
- 白虎
比叡山に封印されていた大量の荒魂の流出を防ぐために、自らの体に取り込んだ猫又が変貌したもの。
- 大蝦蟇
伊賀の里に現れた巨大なヒキガエルの妖怪。2本足で立ち槍を武器に戦う。
正体は服部半蔵の父親である先代の半蔵。見どころのある使い手を見つけると、大蝦蟇の姿で現世に蘇り稽古をつけようとする。
- 鬼女
深い怨念を抱いた女が変じた鬼。その正体は徳川家康の正室であり、彼を呪いながら果てた築山殿。
- がしゃ髑髏
関ヶ原で倒れた者達の怨念をケリーが集めて呼び出した巨大な骸骨の妖怪。
- ヤマタノオロチ
ケリーが自身の守護霊ウロボロスを媒介に蘇生させた８つの頭を持つ巨大な蛇。
- 百目
アムリタの力で妖怪化したジョン・ディー。その無数にある目は遠い異国の出来事すら視ることができる。
- ろくろ首、なまはげ
アムリタ石の力で武者が妖怪化した姿。
- 雪入道
- 赤河童
- 針ノ坊
- 妖狐
- 禍ツ武者
- 陰摩羅鬼
- 九尾の狐
淀君が妖怪化した姿。

## 主要スタッフ
- ゼネラルプロデューサー：シブサワ・コウ
- プロデューサー：鯉沼久史
- ディレクター：早矢仕洋介、安田文彦
- オープニングムービー監督：樋口真嗣
- ムービー監督：神谷誠
- 音楽：菅野祐悟
- 開発：Team NINJA

## 「期待のルーキーランキングTOP10」（週刊ファミ通）
ゲーム雑誌『週刊ファミ通』では発売前のゲームの期待度を読者からのハガキ投票を基に10位まで掲示する「期待のルーキーランキングTOP10」というコーナーが存在するが、『仁王』は2005年7月15日号に初掲載されて以降、情報がほとんどなく発売中止が疑われていた時期も含めて常連としてランクインし続けていた。
ゲーム発売日に出た『週刊ファミ通』2017年2月23日号に掲載された2017年1月31日時点のデータによれば、実際に発売されるまでの12年の間、569号中540回ランクインしており、ランクイン率は実に94.9％であり、平均順位は6.09位であった。

## 漫画版
仁王〜金色の侍〜
『別冊少年マガジン』（講談社刊）にて2016年6月号から2017年5月号まで連載。作画担当は片山陽介。